# Wawrzęcice
Wawrzęcice (niem. Lorzendorf) – wieś w Polsce położona w województwie dolnośląskim, w powiecie strzelińskim, w gminie Wiązów.

## Podział administracyjny
W latach 1975–1998 miejscowość administracyjnie należała do województwa wrocławskiego.

## Nazwa
Miejscowość została wymieniona w staropolskiej formie Wawrenciz w łacińskim dokumencie wydanym 13 sierpnia 1299 w Legnicy.